# Las furias
Las Furias es una película en blanco y negro de Argentina dirigida por Vlasta Lah sobre su propio guion según la obra teatral homónima de Enrique Suárez de Deza que se estrenó el 3 de noviembre de 1960 y que tuvo como protagonistas a Mecha Ortiz, Olga Zubarry, Aída Luz, Alba Mujica y Elsa Daniel.
Es el primer filme sonoro dirigido por una mujer en Argentina y en él aparece en algunos momentos, de espaldas, Catrano Catrani, el esposo de la directora. Las mujeres que habían dirigido en el país, en la etapa anterior al sonoro fueron María B. de Celestini en Mi Derecho y Emilia Saleny en Clarita (1917) y El pañuelo de Clarita (1919).
En una encuesta de 2022 de las 100 mejores películas del cine argentino presentada en el Festival Internacional de Cine de Mar del Plata, la película alcanzó el puesto 50.

## Sinopsis
Cinco mujeres (madre, esposa, amante, hermana e hija) intentan doblegar a un hombre, hasta llevarlo a la muerte.

## Reparto
- Mecha Ortiz como Madre
- Olga Zubarry como Amante
- Aída Luz como Esposa
- Alba Mujica como Hermana
- Elsa Daniel como Hija

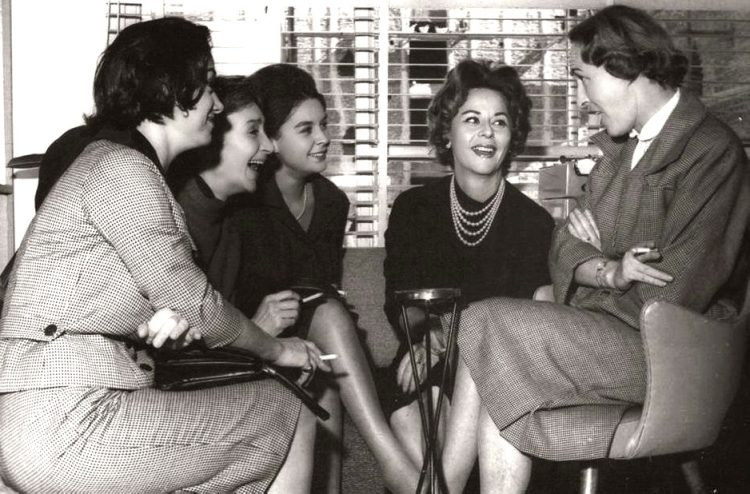
De izquierda a derecha: las actrices Olga Zubarry, Alba Mujica, Elsa Daniel y Aída Luz, y la directora Vlasta Lah, durante el rodaje.

- Guillermo Bredeston como Novio de la Hija
- Catrano Catrani

## Comentarios
La Prensa dijo sobre filme:

”La directora… tiene un lenguaje preciso y pasional.”

Por su parte El Mundo opinó:

”Ronda el melodrama… Dirección plena de seguridad, inventiva y lógica.”